# BK Flagg
BK Flagg är en idrottsförening i Kirseberg i Malmö. Föreningen bildades 6 maj 1932. Klubben spelar sina hemmamatcher på Dalhems IP vid Lundavägen i Malmö. Klubben har ungefär 400 medlemmar och ett femtontal pojk-, ungdoms- och seniorlag i seriespel. BK Flaggs seniorer spelar för tillfället (2025) i division 5 sydvästra Skåne. 
Lagets färger är röda tröjor och blåa byxor.

## Historia
Bollklubben Flagg bildades 6 maj 1932 av en grupp skolpojkar i 15-årsåldern som ville skapa en fotbollsklubb som skulle representera Kirseberg i Malmö. Namnet härstammar från en tidigare Kirsebergsförening med namnet Idrottsklubben Flagg som hade lagts ner 1930. Klubben bildades i "Trekanten", där Södra Bulltoftavägen möter Östergårdsgatan. Första matchen spelades när klubben fick en inbjudan av ett fotbollslag från Limhamn i Malmö. BK Flagg segrade med 4–2 vilket blev startskottet för den förening som finns idag.
Grundarna av klubben var Karl Ahlberg, Gunnar Andersson, Nils Andersson, Stig Andersson, Harry Dahlin, Ove Jönsson, Thor Larsson, Knut Lundgren, Nils Lundstedt, Olle Hansson, Yngve Rosqvist och Nils Åbjörnsson. Nils Andersson är far till MFF-legendaren Bosse Larsson. Harry Dahlin, även kallad Mister Flagg, satt i styrelsen i 60 år från klubbens grundande 1932 fram till 1992. 
Den högsta placering klubben har nått i seriesystemet är division 3, 2015.
Under våren 2025 bildades en ishockeysektion och barn och ungdomar på Kirseberg kan numera spela Ishockey under BK Flaggs namn. Den bidragande orsaken till bildandet var att barn och föräldrar från IK Pantern sökte efter möjligheter att fortsätta sin verksamhet när deras klubb fick ekonomiska problem.